# Phyllis Nicolson
Phyllis Nicolson (* 21. September 1917 als Phyllis Lockett in Macclesfield, England; † 6. Oktober 1968 in Sheffield, England) war eine englische Mathematikerin. Ihre bekannteste Arbeit ist das Crank-Nicolson-Verfahren, das sie gemeinsam mit John Crank entwickelte. Dieser Algorithmus wird heute noch von elektronischen Computern verwendet.

## Leben
Nicolson besuchte die High School in Stockport. An der University of Manchester erreichte sie 1938 den B.Sc., ein Jahr später den M.Sc. und 1946 den Ph.D.
Von 1940 bis 1945 arbeitete sie unter Douglas Hartree in einer Forschungsgruppe in Manchester für das Ministry of Supply der britischen Regierung. Von 1945 bis 1949 arbeitete sie in der Forschung am Girton College, Cambridge.
Gemeinsam mit John Crank entwickelte sie eine Lösung für die Wärmeleitungsgleichung, das Crank-Nicolson-Verfahren.
1942 heiratete sie Malcolm Nicolson, einen Tag vor ihrem 30. Geburtstag bekam sie ihr erstes Kind. Nachdem ihr Mann 1952 bei einem Zugunglück gestorben war, übernahm sie seinen Lehrauftrag in Physik an der University of Leeds. Am 1. August 1955 heiratete sie den Physiker Malcolm McCaig. Phyllis starb 1968 an Brustkrebs.